# Mikhaïl Faerman
Mikhaïl Faerman (Russisch: Михаил Иосифович Фаерман, Michail Iosifovitsj Faerman, Beltsy, 1955) is een Russisch-Belgisch klassiek pianist.
Faerman begon op zijn derde reeds met het nemen van pianoles. Op 17-jarige leeftijd werd hij toegelaten tot het Staatsconservatorium van Moskou.
Faerman won de Koningin Elisabethwedstrijd voor piano in 1975. Hij werd lesgever op het conservatorium van Brussel en boegbeeld van Jeugdmuziekschool "Mierennest" te Beersel.
Hij verliet de Sovjet-Unie in oktober 1978 om zich in België te vestigen, waar hij vanaf 1979 doceerde aan het Koninklijk Conservatorium van Bergen, waarna hij vanaf 1997 pianoleraar werd aan het Koninklijk Conservatorium van Brussel. Mikhail Faerman wordt regelmatig uitgenodigd om zijn kennis te delen als jurylid van de Conservatoria van Brussel, Luik, Luxemburg en Parijs of ook op de Internationale Competitie in Épinal en de Luikse Pianowedstrijd. Gedurende zijn hele carrière werd de heer Faerman als solist uitgenodigd op verschillende grote internationale podia.
- Bibliothèque nationale de France: cb16536306t (data)
- Gemeinsame Normdatei: 1164185675
- International Standard Name Identifier: 0000 0000 6059 3099
- Library of Congress Control Number: no2009076903
- MusicBrainz: 694c6fc2-90ed-49f8-b04f-19beccc900e6
- SNAC: w66t26dk
- Virtual International Authority File: 88521338
- WorldCat: E39PBJcrd7HCFkjMhKvWg6Pmh3